# 米子港
米子港（よなごこう）は、鳥取県米子市にある地方港湾。港湾管理者は鳥取県。

## 概要

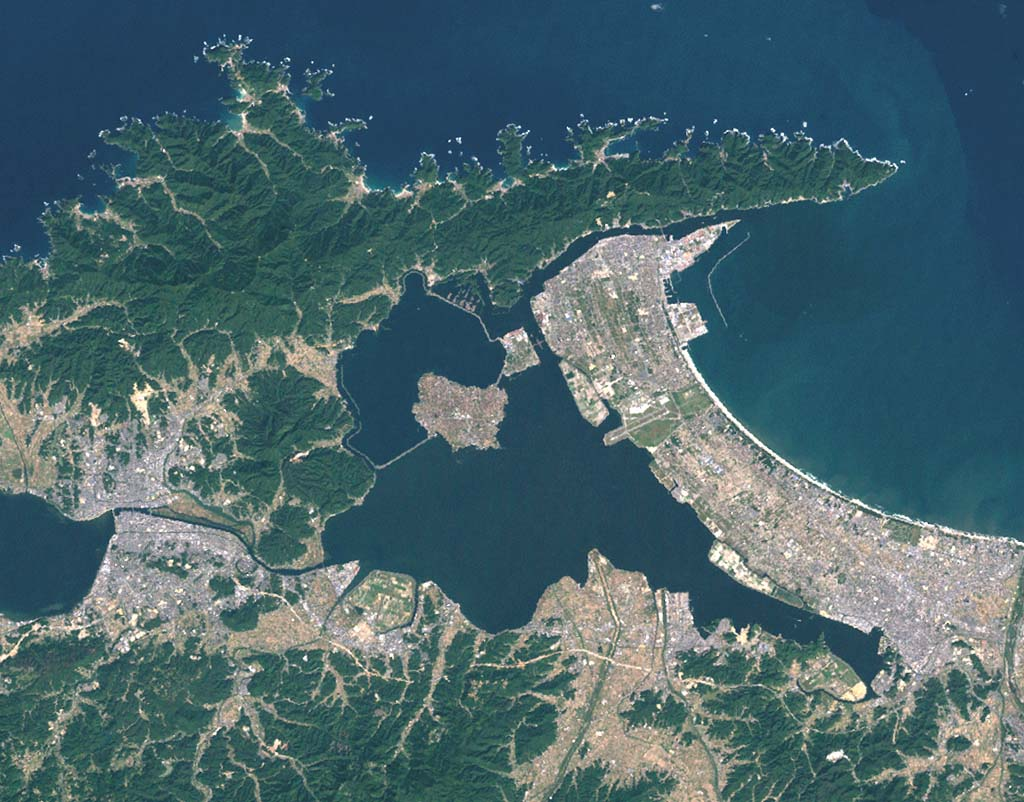
画像右下、中海東端部が米子港

鳥取県西部、弓ヶ浜半島の基部に位置する港湾で、中海の東端部に面している。
江戸時代、慶長年間に米子藩家老の横田村詮が町民に港を開放したことで栄えた。その後自分手政治により、当港からの米輸送は荒尾氏が統治したほか、日野郡のたたら製鉄の積み出し港ともなった。幕末になると西廻海運の船が多数寄港し、港と米子城外堀を結ぶ加茂川の船運で、市内に荷が運ばれた。
明治時代に入り近代港湾としての整備が開始され、1878年（明治11年）に防波堤、物揚場などが築造された。1898年（明治31年）には港域を拡張、1900年（明治33年）に県費支弁港となった後、1922年（大正11年）に内務省指定港湾となった。加茂川から流入する土砂による港内の埋没に悩まされたが、その後も岸壁、堤防などが順次整備され、戦後の1952年12月1日には地方港湾に指定された。また、1962年7月1日には港則法の適用港となった。1972年11月には、新産業都市建設促進法に基づく中海地区新産業都市に指定され、工業用地の造成、旗ヶ崎地区への岸壁の建設が行われ、1981年に-7.5mおよび-6.0m岸壁が完成した。その後、港湾施設の新規整備は終了し、維持管理が行われている。
2015年度の発着数は79隻（37,551総トン）である。
毎年8月に開催される米子がいな祭のフィナーレでは、当港で花火大会が行われる。

## 航路
定期旅客航路は就航していない。旧加茂川の天神橋付近北緯35度25分51.4秒 東経133度19分43.3秒 を発着する加茂川・中海遊覧遊覧船が4月～10月末まで運航されている。

## 港湾施設
港湾区域は「八尋鼻北緯35度25分56.3秒 東経133度18分1.2秒 から315度に引いた線及び陸岸により囲まれた海面中の鳥取県地先部分から漁港区域（離山の西角と湊山の西南角とを結ぶ線内の海面及び新加茂川最下流新加茂橋下流の河川水面）を除いた海面」と定められている。

### 係留施設
旗ヶ崎地区
- -7.5m岸壁（L=130m、1バース）
- -6.0m岸壁（L=210m、2バース）
- -5.0m岸壁（L=140m、2バース）

灘町地区
- -4.5m岸壁（L=397m、6バース）
- -3.5m物揚場（L=136.5m）
- -3.0m物揚場（L=103m）

内町地区
- 船揚場（L=45.8m）